# 1487

## Události
- 1. října – Sněm českého království vydal usnesení, které postihovalo poddané, kteří opustili panství bez vědomí vrchnosti
- sňatek Kunhuty Rakouské a Albrechta IV.
- první inkviziční tribunál v Barceloně
- Jonata z Vysokého Mýta zřídil první pražskou tiskárnu

### Probíhající události
- 1455–1487 – Války růží

## Narození
- 2. února – Jan Zápolský, uherský král († 22. července 1540)
- 17. července – Ismá‘íl I., zakladatel safíovské říše a první novodobý perský šáh († 23. května 1524)
- 27. srpna – Anna Braniborská, manželka pozdějšího norského a dánského krále Frederika I. († 3. května 1514)
- 10. září – Julius III., papež († 23. března 1555)
- 14. listopadu – Jan IV. z Pernštejna, moravský zemský hejtman († 8. září 1548)
- ? – Petar Hektorović, chorvatský šlechtic, básník a překladatel († 13. března 1572)
- ? – Cristóbal de Olid, španělský dobyvatel († 1524)
- ? – Udžicuna Hódžó, vůdce japonského klanu Hódžó z Odawary († 10. srpna 1541)
- ? – Tomás de Berlanga, španělský biskup, cestovatel, objevitel ostrovů Galapágy, biskup Panamě († 1551)
- ? – Kateřina Meklenburská, meklenburská princezna a saská vévodkyně († 6. června 1561)

## Úmrtí
- 21. března – Svatý Mikuláš z Flüe, švýcarský poustevník (* 21. března 1417)
- 4. července – Čang Pi, čínský kaligraf a básník (* 1425)
- 9. září – Čcheng-chua, čínský císař (* 1447)
- 12. září – Imrich Zápolský, uherský zemský hodnostář (* ?)
- 14. září – Mara Branković, srbská princezna a manželka osmanského sultána Murada II. (* cca 1416)
- ? – Gülşah Hatun, manželka osmanského sultána Mehmeda II. (* ?)

## Hlavy států
- České království – Vladislav Jagellonský
- Svatá říše římská – Fridrich III.
- Papež – Inocenc VIII.
- Anglické království – Jindřich VII. Tudor
- Dánsko – Jan I.
- Francouzské království – Karel VIII.
- Polské království – Kazimír IV. Jagellonský
- Uherské království – Matyáš Korvín
- Litevské velkoknížectví – Kazimír IV. Jagellonský
- Norsko – Jan I. Dánský
- Portugalsko – Jan II.
- Švédsko – regent Sten Sture
- Rusko – Ivan III. Vasiljevič
- Kastilie – Isabela Kastilská
- Aragonské království – Ferdinand II. Aragonský